# Syneches minutus
Syneches minutus är en tvåvingeart som beskrevs av Enrico Adelelmo Brunetti 1913. Syneches minutus ingår i släktet Syneches och familjen puckeldansflugor.
Artens utbredningsområde är Myanmar. Inga underarter finns listade i Catalogue of Life.